# Sigurd Hadí oko
Sigurd Hadí oko (staroislandsky Sigurðr ormr í auga), (staroanglicky  Sigurðr ormr í auga) byl legendární vikingský bojovník a jeden ze synů slavného vikinského hrdiny Ragnara Lothbroka a jeho manželky Áslaug. Přezdívku „Hadí oko“ údajně získal podle zvláštní značky v oku, která připomínala hada.
Podle severských ság byl Sigurd jedním z vůdců tzv. Velké pohanské armády, která v 9. století vpadla do Anglie. Spolu se svými bratry (např. Ivarem Bezkostým a Björnem Železným bokem) pomstil smrt svého otce, kterého měl podle legendy nechat popravit northumbrijský král Ælla.
Historická existence Sigurda není plně doložená a jeho příběh se pohybuje na pomezí legendy a skutečnosti.

## Přezdívka
Jeho přezdívka mu byla dána od jeho narození. Jeho charakteristickým znakem byla jizva v jeho oku připomínající hada, který si hryže vlastní ocas.

## Život
Dánský historik Saxo Grammaticus uvádí, že Sigurd měl jako mladý muž blízko ke svému otci a na nějaký čas pobýval ve Skotsku a na skotských ostrovech. Poté, co Ragnarova vikingská armáda zabila místní hrabata, byl Sigurd jmenován podvládcem těchto území. Později Sigurd a jeho bratři doprovázeli Ragnara na nebezpečné výpravě napříč Kyjevskou Rusí.